# Маковский стан
Маковский стан — административно-территориальное образование в центральной части Коломенского уезда (по доекатерининскому административно-территориальному делению), к югу от р. Северки. Название от "маковца" — возвышенного места. Впервые упоминается в духовной Ивана Калиты (1336). Стан просуществовал до губернской реформы Екатерины II.

## Погост
На территории стана располагался единственный погост на речке Конской с церковью Николы Чудотворца.

## Поселения
На территории Маковского стана располагались следующие населенные пункты:
- Аксиньино
- Благовское
- Большое Ивановское
- Буньково
- Глебово
- Денисьево
- Занькино
- Ламоново
- Нефедьево
- Никоновское
- Пестриково
- Полупирогово
- Старое
- Троицкое-Лобаново
- Тютьково
- Хомутово
- Щапово
- Ярцево